# 南警察署 (神奈川県)
南警察署（みなみけいさつしょ）は、神奈川県警察が管轄する警察署の一つである。横浜市警察部隷下、第一方面に属する大規模警察署で、署長は警視。以前は「寿警察署」と呼ばれていた。識別章所属表示はIE。

## 概要
管轄区域は、横浜市南区（山谷、平楽のうち根岸住宅地区を除く）。横浜市南区のほぼ全域にあたる。
伊勢佐木警察署の管轄地域が隣接する。また、他の神奈川県警察施設として、管内には刑事部機動捜査隊や地域部自動車警ら隊が入る警察本部中村町分庁舎、交通部第一交通機動隊など、神奈川県警の施設が集中している。

「南警察署」という名称は、警察署名としては日本全国で最も多く使用されている。他に大阪府南警察署、愛知県南警察署、福岡県南警察署、北海道札幌方面南警察署、京都府南警察署などがあり、いずれも大都市圏を管轄している。また、同じ神奈川県内には相模原市南区に相模原南警察署がある。

### 所在地
- 横浜市南区大岡二丁目31番4号
  - 最寄駅：横浜市営地下鉄ブルーライン 弘明寺駅

## 沿革
- 1887年1月1日　久良岐郡警察署を久良岐郡中村（現在の中村町4丁目久良岐橋際）に開設。
- 1893年11月29日　石川町5丁目（現在の石川町4丁目）に移転。石川町警察署に改称。
- 1921年4月15日　扇町5丁目（現在の長者町2丁目）に移転。寿警察署に改称。
- 1948年
  - 3月7日　警察法の公布に伴い、自治体警察として横浜市警察が発足。横浜市寿警察署となる。吉野町5丁目に移転。
  - 6月15日 山谷・中村町の各一部を山手警察署に移管。
- 1949年10月1日 管轄区域として大岡町字永窪を大岡警察署より移管。
- 1955年7月1日　横浜市警察が神奈川県警察に統合されたことに伴い神奈川県寿警察署となる。
- 1970年4月　横浜市行政区再編成に伴い、管轄区域の一部を大岡警察署（現：港南警察署）より移管される。
- 1983年2月18日　現庁舎が落成し、移転。神奈川県南警察署に改称。
- 2012年5月1日 清水ケ丘交番を廃止。南太田交番を横浜市南区南太田二丁目30番3号から現在地に移転。[1]
- 2017年3月3日 浦舟町交番を横浜市南区浦舟町4丁目57番地から現在地に移転。真金町交番を廃止。[2]
- 2021年4月1日 平楽交番を廃止。[3]

## 組織
- 署長（警視）
- 副署長（警視）
- 地域担当次長（警視）
- 刑事兼生活安全担当次長（警視）
- 警務課 - 警務係、住民相談係
- 留置管理課（平成28年度新設） - 管理係
- 会計課 - 会計係
- 生活安全課 - 防犯少年係、経済保安係
- 地域第一課 - 地域企画係、地域係
- 地域第二課 - 地域係
- 地域第三課 - 地域係

（警ら用無線自動車3台、小型警ら車3台）
- 刑事第一課 - 刑事総務係、強行犯係、盗犯係、鑑識係
- 刑事第二課 - 知能犯係、暴力犯係、薬物銃器対策係、国際犯係
- 交通課 - 交通総務係、交通捜査係、交通指導係
- 警備課 - 公安係、外事係

（11課体制）
「神奈川県警察の組織に関する規則（昭和44年神奈川県公安委員会規則第2号）」を参考にした。

## 交番
- 通町交番：南区通町2丁目36番地2
- 中村橋交番：南区睦町1丁目4番地3
- 浦舟町交番：南区浦舟町2丁目33番地3
- 八幡町交番：南区中村町三丁目199番地1
- 吉野町交番：南区吉野町5丁目26番地2（寿警察署跡地）
- 久保山交番：南区三春台153番地3
- 南太田交番：南区南太田二丁目1番8号
- 大岡町交番：南区大岡三丁目8番19号（大岡警察署跡地）
- 井土ケ谷交番：南区井土ケ谷中町128番地13
- 永田交番：南区永田北一丁目1番1号
- 六ツ川交番：南区六ツ川一丁目39番地11
- 別所町交番：南区別所二丁目30番19号
- 大池交番　南区六ツ川二丁目108番地25

### 廃止された交番
- 清水ケ丘交番：南区清水ケ丘1番地の62（2012年5月1日廃止）
- 真金町交番：南区真金町3番地（2017年3月3日廃止）
- 東蒔田町交番：南区東蒔田町18番地7 （2025年4月1日廃止）[4]
- 平楽交番：南区平楽1番地（2021年4月1日廃止）

## 自動車ナンバー自動読取装置（Nシステム）
- 南区吉野町4丁目（県道21号）
- 南区山王町5丁目（県道21号）
- 南区通町3丁目（県道21号）

## その他
- 主な未解決事件として、横浜市南区真金町強盗殺人事件[5]がある。
- 管轄地域内には、朝鮮総連横浜支部が所在する。また、指定暴力団稲川会系並びに双愛会系の組事務所が存在する。[要出典]
- 今野敏の警察小説シリーズ『隠蔽捜査』第8弾『清明』に当署が登場する。